# John Brzenk
John Brzenk (McHenry, 15 luglio 1964) è un pluricampione mondiale di braccio di ferro statunitense. Attualmente compete nella categoria pesi massimi degli incontri della Ultimate Armwrestling League di cui è stato più volte campione del mondo. Fra gli esperti di questo settore, Brzenk è ampiamente riconosciuto, ed è stato così anche ufficialmente nominato nel Guinness dei primati, come il miglior praticante di braccio di ferro di tutti i tempi.

## Biografia
Il padre di John Brzenk era anch'esso un professionista di braccio di ferro e Brzenk sostiene di aver ereditato da lui un po' della grandezza del proprio avambraccio. Contagiato dalla stessa passione del padre per questo sport, il piccolo John cominciò a dilettarsi con il braccio di ferro sin dalla tenera età di cinque anni e una volta, quando era in terza media (l'ottavo grado del sistema scolastico americano), si ruppe il braccio in una sfida con un amico del padre. A 16 anni, Brzenk partecipò al suo primo torneo e ben presto si guadagnò il soprannome di "Giant Crusher" (letteralmente: Distruttore di giganti) per la sua abilità di battere avversari grossi il doppio di lui.
Brzenk vinse il suo primo titolo mondiale a 18 anni, nel 1983, durante una puntata della serie televisiva statunitense trasmessa dalla ABC Wide World of Sports.
Nonostante un avambraccio e bicipite dalle dimensioni di tutto rispetto ma piuttosto modeste se paragonate alle misure di altri professionisti del settore (il suo avambraccio destro misura 40,5 cm di circonferenza mentre il sinistro ne misura 34,4) e un fisico anch'esso non straordinario per questo tipo di atleti (Brzenk è alto 1,86 m e ha un peso che oscilla tra i 90 e i 102 kg), negli anni Brzenk è divenuto quello che oggi è considerato quasi unanimemente il più forte professionista di braccio di ferro di tutti i tempi, vincendo innumerevoli titoli mondiali (quattro, nella categoria pesi massimi, nel solo 1994, guadagnandosi un altro soprannome: "Superman").
Nella sua intera carriera egli ha perso di fatto soltanto uno dei tanti incontri importanti effettuati e solo pochi atleti possono dire di averlo battuto, cosa che è avvenuta, tra l'altro, quando Brzenk era oramai a fine carriera ed avanti negli anni. Tra questi i più famosi sono Devon Larratt e Aleksej Voevoda. 
Durante la sua carriera agonistica, Brzenk ha vinto premi per un totale di più di 80.000 dollari e nella vita, dato il non grande giro di soldi che ruota attorno al mondo del braccio di ferro, lavora come meccanico presso la Delta Air Lines.

## Cinema e TV
Nel 1987, Brzenk è apparso in un cameo non accreditato nel film Over the Top, con Sylvester Stallone. Sebbene avesse vinto il torneo di braccio di ferro che precedette la realizzazione del film, egli non fu scelto per il ruolo di Bob "Bull" Harley, antagonista principale e sfidante finale del protagonista interpretato da Stallone, a causa della sua faccia da bravo ragazzo e gli fu invece preferito Rick Zumwalt.
Il documentario Pulling John, diretto da Vassiliki Khonsari e Sevan Matossian, e prodotto da Navid Khonsari, ripercorre la straordinaria carriera nel braccio di ferro di John Brzenk e lo segue da vicino per ben quattro anni durante i quali egli compete in giro per il mondo meditando anche di ritirarsi.

## Allenamento e performance
- Nel 2005 ha dichiarato di essere in grado di sollevare per cinque volte 140 kg alla panca piana.
- Brzenk ha dichiarato di allenare i bicipiti con manubri da 25 chilogrammi e di effettuare flessioni del polso con lo stesso peso.
- Secondo Brzenk il miglior esercizio per prepararsi ad un incontro di braccio di ferro sono le trazioni alla sbarra.

Brzenk sostiene che gran parte del suo successo sia dovuto anche al lavoro non-fisico, ossia alle lunghe pause di riposo che egli concede alle proprie braccia.
Di fatto, quello che lui consiglia sempre a chi glielo chiede, è di praticare e cimentarsi nel braccio di ferro più possibile, allenandosi con un compagno anche per ore al giorno.

## Risultati
Nella sottostante lista, la lettera R indica la mano destra e la lettera L indica la mano sinistra. Le categorie di peso sono riportate in libbre, lbs, o chilogrammi, kg, a seconda dei casi.
A1 Russian Open:
- 2015 - R-Secondo classificato
- 2014 - R-Terzo classificato[17]

Titoli nazionali AAA Stand-Up:
- 1984 - R200 lbs
- 1985 - R185 lbs
- 1986 - R220 lbs
- 1990 - R220 lbs

Titoli Arnold Classic:
- 2006 - R199+
- 2007 - R199+

Titoli mondiali AWI:
- 1986 - Pro Pesi massimi Super
- 1987 - Pro Pesi massimi Leggeri
- 1988 - Pro Pesi massimi Leggeri
- 1995 - Pro Pesi massimi Leggeri
- 2001 - Pro Pesi massimi Super

Titoli Carling OKeefe International:
- 1989 - R 200 lbs, R 231+ lbs

Titoli Forsa Tropical International:
- 1998 - R198 lbs, R243+ lbs, L198 lbs

Titoli GNC Pro Performance:
- 2002 - R198 lbs

Titoli GOLDEN BEAR:
SUPERMATCH (Campione assoluto)
- R1994

Pro tournament
- R90+ kg: 1990, 1994, 1998
- R90 kg: 1990

Titoli Harley Pull:
- 2000 - R220 lbs + Harley Winner
- 2001 - R220 lbs
- 2002 - R198 lbs, L198 lbs
- 2009 - R225 lbs, L225 lbs + Harley Winner

Titoli Main Event:
- 1998 - R220 lbs

Titoli Mike Gould Classic:
- 2006 - R220 lbs, L220 lbs
- 2010 - R220 lbs

Titoli mondiali Mohegan Sun PAC:
- 2005 - R198 lbs, L198 lbs
- 2006 - R242 lbs, R243+ lbs
- 2007 - R198 lbs, L198 lbs

Titoli mondiali Over the Top:
- 1986 - Vincitore della Truckers Division nella classe pesi massimi

Titoli Reno Reunion:
- 1999 - R200 lbs, R230 lbs, R231+ lbs, L200 lbs
- 2000 - R198 lbs, R242 lbs, R243+ lbs, L198 lbs, L242 lbs
- 2001 - R198 lbs, R242 lbs, R243+ lbs, L198 lbs
- 2002 - R198 lbs, R242 lbs, R243+ lbs, L198 lbs, L242 lbs
- 2003 - R233+ lbs
- 2006 - R242 lbs, R243+ lbs
- 2006 - R242 lbs, R243+ lbs

Titoli ROTN:
- 2007 - R215 lbs, L215 lbs
- 2008 - R242 lbs, L242 lbs
- 2009 - R199+ lbs

Titoli Sands International Wrist Wrestling/Armwrestling:
- 1988 - R190 lbs
- 1989 - R190 lbs, R215 lbs

Titoli Sherkston Beaches International:
- 1987 - R200 lbs, R201+ lbs

Titoli SuperStar Showdown:
- 2004 - R199+ lbs
- 2005 - R198 lbs

Titoli Ultimate Armwrestling (Las Vegas):
- 2004 - R242 lbs
- 2005 - R198 lbs, L198 lbs
- 2006 - R242 lbs, R243+ lbs

Titoli Ultimate Armwrestling League:
- 2011 - R200 lbs (Current Champion)

Titoli nazionali USAA Pro-Am:
- 1996 - R200 lbs, R201+ lbs
- 1997 - R198 lbs, R242 lbs, R243+ lbs, L198 lbs
- 1998 - R242 lbs, R243+ lbs
- 1999 - R198 lbs, R242 lbs, R243+ lbs, L198 lbs, L242 lbs
- 2000 - R242 lbs, R243+ lbs, L242 lbs, L243+ lbs
- 2001 - R242 lbs, R243+ lbs, L242 lbs, L243+ lbs
- 2002 - R198 lbs, R242 lbs, R243+ lbs, L198 lbs, L242 lbs
- 2003 - R242 lbs, R243+ lbs
- 2004 - R242 lbs, R243+ lbs, L242 lbs
- 2005 - R242 lbs
- 2006 - R242 lbs, R243+ lbs
- 2007 - R242 lbs, R243+ lbs
- 2009 - R242 lbs, R243+ lbs, L242 lbs, L243+ lbs
- 2010 - R242 lbs, R243+ lbs

Titoli nazionali USAF Unified:
- 2005 - R220 lbs

Titoli Campionato mondiale WAF:
- 1999 - L100 kg, Vincotore del Supermatch

Titoli WAL:
- 2015 - R: Campione dei pesi massimi

Titoli World Wristwrestling Championship (Petaluma):
Categoria pesi massimi
- R: 1988, 1989, 1990, 1991, 1996, 1998, 2001

Categoria pesi massimi leggeri
- R: 1998, 2001
- L: 1998, 2001

Categoria pesi medi
- R - 1988, 1989, 1990, 1991, 1996, 1998, 2001
- L - 1996, 1998, 2001

Categoria pesi leggeri
- R - 1984

Titoli mondiali WPAA:
- 1985 - Pesi medi

Titoli campione nazionale/mondiale Yukon Jack:
Categoria pesi massimi
- R: 1990, 1991, 1992, 1993,

Categoria pesi medi
- R: 1995, 1996.

Titoli Coppa del mondo Zloty Tur/Nemiroff:
Categoria Open
- R: 2006, 2007, 2008, 2009

Categoria 95 kg
- R: 2004, 2006, 2007, 2008, 2009
- L: 2007, 2009